# Transinne
Transinne (Waals: Transene) is een dorp in de Belgische Provincie Luxemburg en een deelgemeente van Libin. Het is vooral bekend door het Euro Space Center dat ca. 2 km ten oosten van de dorpskern gelegen is.
De naam Transinne zou etymologisch teruggaan op thrasinina wat ‘woonplaats van Thraso’ betekent. Transinne is een oude woonkern en wordt reeds vermeld in karolingische inventarissen van de Abdij van Prüm (in de Eifel) als onderdeel van de bezittingen van deze abdij in Villance (ca. 4 km ten zuiden van Transinne).
In 1913 werd in het dorp een muntschat ontdekt met Franse deniers uit de 11e en 12e eeuw.
Aan het begin van de Eerste Wereldoorlog (augustus 1914) werd in de buurt van Transinne (nabij Maissin) zwaar slag geleverd tussen Franse en Duitse troepen, met her en der ook wandaden door Duitse soldaten gepleegd op burgers. Transinne fungeerde bij de veldslag als lazaret voor Duitse gewonden. Het grote oorlogsmonument in het centrum van het dorp herinnert aan deze geschiedenis.
Het dorp had in 2004 ca. 425 inwoners en was oorspronkelijk een landbouwgemeente. Vandaag zijn echter meer inwoners pendelaars en is er een toename van het aantal vakantiewoningen. Transinne is volledig omgeven door bos, maar het grondgebied wordt aan de oostrand doorsneden door de autosnelweg E411 met aansluiting op de N40, die ook toegang geeft tot het Euro Space Center en de nabije bedrijvenzone.

## Demografische ontwikkeling
- Bronnen:NIS, Opm:1831 tot en met 1970=volkstellingen, 1976= inwoneraantal op 31 december

## Bezienswaardigheden

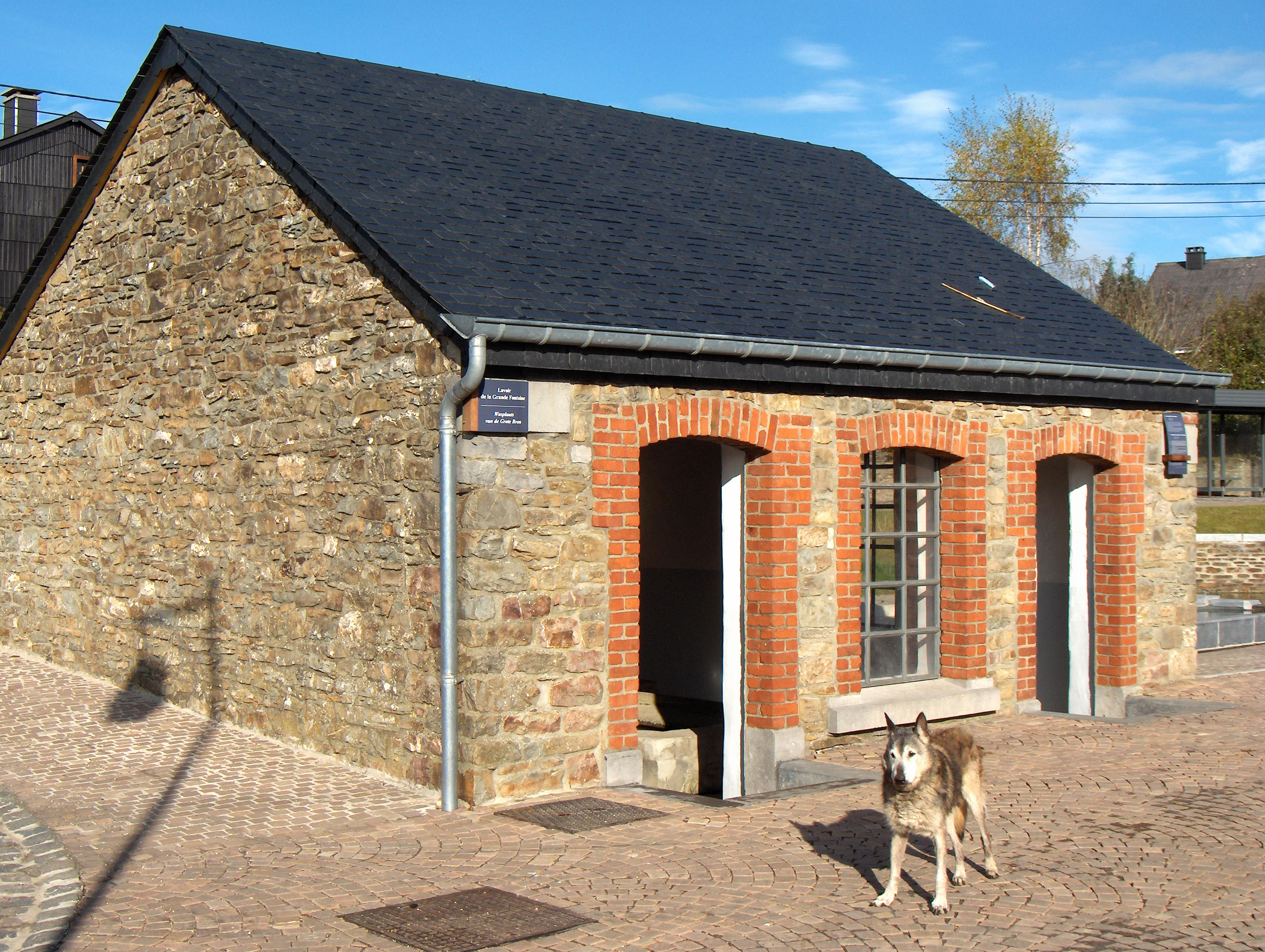
Bron en washuis "La Grande Fontaine"

- De Sint-Martinuskerk uit 1844 in neoclassicistische stijl.
- Het washuis “La Grande Fontaine”, gebouwd boven een bron in 1862. Het was in gebruik tot 1945 toen het dorp werd aangesloten op het waterleidingnet.
- Het Oorlogsmonument dat de slachtoffers van de W.O. I en II herdenkt.
- Het Euro Space Center werd ingehuldigd in 1991. Het centrum is gebouwd naar het model van de US Space Camp te Huntsville, Alabama, Verenigde Staten en werkt met dezelfde gesofisticeerde apparatuur en software als de echte astronautenopleiding in het Marshall Space Flight Center, dat eveneens in Huntsville gelegen is. Ondertussen is ook de Euro Space Society opgericht, die onder het voorzitterschap van astronaut Burggraaf Dirk Frimout staat. Het genootschap heeft als doel een breed publiek (en voornamelijk jongeren) te sensibiliseren voor ruimtevaartwetenschap en -technologie.